# Předčasný porod
Předčasný porod je jednou z hlavních příčin novorozenecké úmrtnosti (neonatální mortality) ve vyspělých zemích. Nedonošené děti jsou vystaveny většímu riziku krátkodobých a dlouhodobých komplikací, včetně zdravotního postižení a vadám růstu a mentálního vývoje. Bylo dosaženo významného pokroku v péči o předčasně narozené dětí, ne však ve snížení prevalence předčasných porodů. Výskyt předčasných porodů (kratší doba těhotenství) s věkem matky přibývá.
V péči o novorozence dosahují lékaři v České republice špičkových výsledků. Díky třístupňové péči zavedené začátkem 90. let má ČR nízký výskyt závažných novorozeneckých morbidit i nízkou mortalitu. Celková novorozenecká úmrtnost v roce 2018 dosáhla hodnoty 1,57 ‰.
Za předčasný porod považujeme narození dítěte před 37. týdnem gestace. Předčasné porody můžeme dále dělit na tyto kategorie: 

## Dělení novorozenců podle dosaženého gestačního týdne
Nezralé:
- šedá zóna (na hranici viability) - porody mezi 22. a 25. týdnem gestace
- extrémně nezralé – porody před 28. týdnem gestace
- těžce nezralé - porody mezi 28. a 31. týdnem gestace
- mírně předčasné – porody mezi 32. a 33. týdnem gestace
- lehce nezralé - porody mezi 34. a 36. týdnem gestace

Zralé:
- hraničně zralé - porody ve 37. týdnu gestace
- zralé - porody mezi 38. a 41. týdnem gestace
- přenášené - porody ve 42. týdnu gestace

## Dělení podle dosažené porodní hmotnosti
Porodní hmotnost, která je závoslá na gestačním stáří a pohlaví je u donošených novorozenců obvykle mezi 2500 g a 4000 g.
- pod 2500 g - novorozenci s nízkou porodní hmotností
- pod 1500 g - novozozenci s velmi nízkou porodní hmotností
- pod 1000 g - novorozeci s extrémně nízkou porodní hmotností

Oficiální hranice viability je v různých státech odlišná. Konkrétně v České republice je stanovená od roku 1994 Českou neonatalogickou společností na porodní hmotnost 500 g nebo ukončený 24. týden, v perinatologických centrech je možné se souhlasem rodičů poskytnout péči i dítěti v 22. a 23. týdnu těhotenství. Hlavním faktorem při určovaní této hranice je neonatologická péče, ale mezi vyspělými státy nejsou velké rozdíly v této hranici.

## Rizikové následky předčasného porodu
Každý rok je 15 milionů dětí narozených předčasně a z toho 1.1 milionu zemře na následky zdravotních problémů způsobených právě předčasným porodem. Předčasný porod je taktéž významným faktorem při kojeneckých úmrtích, kdy je příčinou až u 80%  z těchto úmrtí. Je též druhou nejčastější příčinou při úmrtích novorozenců a odhaduje se, že až 50% pediatrických neurovývojových problémů (například mozková obrna, či nižší inteligenční kvocient) jsou výsledkem předčasného porodu. Mozek dítěte má totiž měně vyvinuta spojení.
Od roku 2008 v kalendáři najdeme Světový den předčasně narozených dětí, připadá na 17. listopadu. Jeho cílem je zvýšení povědomí veřejnosti o předčasném porodu a jeho dopadech na život dítěte i jeho rodiny. V tento den se konají i rozmanité akce, které se zaměřují na prevenci rizika předčasného porodu, pokrok v současné medicíně i podporu rodin s předčasně narozenými dětmi. 

## Vliv předčasného porodu na budoucí vývoj dítěte

### Motorický vývoj
V mnoha výzkumech byly zaznamenány rozdíly v motorickém vývoji předčasně narozených dětí školního věku. Byly prokázány horší výsledky v testování jemné motoriky u dětí narozených v 26. týdnu gestace oproti dětem narozených v 31. týdnu. V tomto ohledu však nebyl nalezen žádný rozdíl mezi dětmi narozenými v 31. týdnu a dětmi narozenými v termínu. Velmi předčasně narozené děti se také vyznačují nižší tělesnou hmotností a obvodem hlavy i ve školním věku. Vykazují také statisticky horší výsledky v motorických dovednostech.

### Školní výkon
Předčasně narozené děti se liší od dětí narozených v termínu téměř ve všech vývojových oblastech včetně kognitivního vývoje a školních výkonů. Kognitivní vývoj předčasně narozených dětí se velmi individuálně liší až do dvou let věku, kde se rozdíly vyrovnávají. Mírně a velmi předčasně narozené děti podávají horší výsledky v testech čtení a počítání než děti narozené v termínu. Již mírně předčasný porod zdvojnásobuje šanci, že dítě bude potřebovat speciální vzdělávání a zvláštní nároky. V 8 letech jsou tyto děti stále menší než jejich vrstevníci a podávají nižší školní výkon a disponují nižšími kognitivními schopnostmi. Celkem 15% těchto dětí potřebovalo během základní školy nějakou formu podpory (doučování, konzultace, speciální podmínky atd.) oproti 5% u dětí narozených v termínu. V porovnání s ostatními dětmi je u dětí narozených v 34.–36. týdnu gestace o 70 % vyšší riziko hyperkinetických poruch (ADHD atp.). Z výzkumů vyplývá, že riziko nedokončení základní školy roste se snižujícím se gestačním věkem při předčasném porodu (tzn. čím dříve se dítě narodí, tím větší je riziko následných školních potíží vedoucích až k nedokončení základní školy).

### Chování
U předčasně narozených dětí se také častěji objevují poruchy chování včetně poruch sociálního charakteru. Rodiče častěji uvádějí pozorované znaky deprese nebo úzkosti u dětí předčasně narozených nebo s velmi nízkou porodní hmotností. Pozorovány jsou potíže v chování, pozornosti i sociální problémy různého druhu, jak od rodičů, tak například od učitelů těchto dětí. Bylo také prokázáno, že tyto negativní následky v chování mají tendenci přetrvávat až do adolescence. 

### Externí vlivy
Jako důležitý faktor při vývoji předčasně narozených dětí je socio-ekonomický status rodičů, možnost libovolně navštěvovat dítě hned po porodu a celková péče a prostředí dítěte. Předčasně narozené děti, které ve školní věku nevykazují žádné vývojové potíže, mají z většiny výhodu v některých z těchto externích vývojových faktorů.

## Vliv předčasného porodu na rodiče dítěte

### Matka
Matky předčasně narozených dětí prožívají v prvních měsících po porodu významně častěji pocit viny. Tento rozdíl oproti matkám, kterým se narodily děti v normálním termínu se začíná vytrácet přibližně po 12 měsících od porodu. S přibývajícím věkem však přichází další nepříznivý pocit u matek s předčasně narozeným dítětem a to pocit selhání. Často je pocit viny propojený i s tím, že se matky cítí vinné za myšlenky o tom, že by chtěly mít raději zdravé dítě. Mají následně pocit, že jednají sobecky a nehumánně. 

### Otec
Otec přichází obvykle do kontaktu s předčasně narozeným dítětem dřív než matka, protože matky musí odpočívat po náročném porodu. Výzkumy taktéž ukazují, že otcové se zdají být více zasáhnutí vysoce rizikovými zdravotními problémy u dítěte než matka. Otcové jsou často předčasným porodem zahlcení, protože je tato situace pro ně šokující a těžko pochopitelná a pociťují proto silnou potřebu být informovaní. Je zajímavostí, že někteří z otců považují předčasné narození jejich dítěte za pozitivní, protože jim ve výsledku poskytlo lepší vztah k dítěti a změnu postojů. Díky času stráveného na intenzivní péči se jim podařilo svoje dítě lépe poznat.

### Vztah rodič-dítě
Předčasný porod může taktéž komplikovat navazování vztahu mezi rodiči a dítětem. Jednou z velkých příčin je například umístění dítěte do inkubátoru a následné oddělení dítěte od rodičů. Rodičům tedy uniká nejranější fáze vzájemného přizpůsobování se. Dalším problémem bývá snaha rodičů o stimulaci vývoje za každou cenu, což může vyústit v přetažení dítěte.  